# Antiquities and Monuments Ordinance
Die Antiquities and Monuments Ordinance (chinesisch 古物及古蹟條例, Pinyin Gǔwù jí Gǔjì Tiáolì, Jyutping Gu2mat6 kap6 Gu2zik1 Tiu4lai6 – „Verordnung über Altertümer und Monumente“) ist ein Gesetz von Hongkong. Sie wurde nach Hong Kong Law (Cap. 53) 1976 erlassen um Objekte von historischem, archäologischem und paläontologischem Interesse zu erhalten und zur Durchführung von Belangen, die damit in Verbindung stehen. Die Verordnung wird vom Secretary for Home Affairs durch das Antiquities and Monuments Office im Leisure and Cultural Services Department umgesetzt. Die Behörde verwaltet eine Liste der Declared monuments of Hong Kong.

## Altertümer
Unter der Verordnung werden „Antiquities“ definiert als „Orte, Gebäude, Stätten oder Strukturen, welche errichtet, geformt oder gebaut wurden durch menschlichen Antrieb vor dem Jahr 1800 und die Ruinen oder Überreste solcher Orte, Gebäude Stätten oder Strukturen, gleich ob sie verändert, ergänzt, erneuert wurden oder nicht, nach dem Jahr 1799“ (englisch „places, buildings, sites or structures erected, formed or built by human agency before the year 1800 and the ruins or remains of any such place, building, site or structure, whether or not the same has been modified, added to or restored after the year 1799“) und „Relikte“ (englisch „relics“).
„Relics“ werden definiert als die beweglichen Objekte, die gemacht, geformt, gemalt, geschnitzt, mit Inschrift versehen, geschaffen, in Manufaktur hergestellt, hergestellt oder durch menschlichen Antrieb vor dem Jahr 1800 entstanden sind. Fossilien oder Abdrücke gelten nach dieser Verordnung ebenfalls als „relics“.

### Archäologische Stätten
Alle archäologischen Relikte in Hong Kong gelten als Eigentum der Regierung. Dazu gehören antike architektonische Gebilde, Brennöfen, Feuerstellen, Felsmalereien, landwirtschaftliche Flächen, Muschel- oder Abfallhaufen und Fußabdrücke von menschlichen Wesen.
Die Antiquities Authority („Antikenbehörde“, dt. etwa: „Behörde für Denkmalschutz und Denkmalpflege“) ist ermächtigt die Suche und Ausgrabung all solcher Relikte durch ein System der Lizenzvergabe zu steuern.
Die bedeutendsten Stätten werden als Declared Monuments klassifiziert. Diese werden von der Verordnung als „Merkmal, Struktur, Gebäude und Artefakte“ definiert, „welche als wichtig erachtet werden aufgrund ihrer historischen, archäologischen oder paläontologischen Bedeutung“ (feature, structure, building and artefact which are considered important because of its historical, archaeological or palaeontological significance).
Mehr als 180 Stätten sind als Sites of Specific Archaeological Interest (SSAI) eingetragen.

## Monumente
Nach Rücksprache mit dem Board (Ausschuss) und mit Bestätigung durch den Chief Executive kann der Secretary for Development durch Veröffentlichung in der Gazette jeden Ort, Gebäude, Stätte oder Struktur, welche er oder sie als für das öffentliche Interesse bedeutsam erachtet aufgrund der historischen, archäologischen oder paläontologischen Bedeutung als Declared monument of Hong Kong bezeichnen.
Entsprechend der Verordnung ist niemand befugt ohne Erlaubnis des Secretary for Home Affairs „Ausgrabungen vorzunehmen, Bauarbeiten oder andere Arbeiten weiterzuführen, Bäume zu pflanzen oder zu fällen oder Erde oder Müll auf oder in einem Proposed Monument oder einem Monument zu platzieren; oder irgend ein Proposed Monument oder Monument zu zerstören, verlegen, behindern, verunstalten oder stören“ (excavate, carry on building or other works, plant or fell trees or deposit earth or refuse on or in any proposed monuments or monuments; or demolish, remove, obstruct, deface or interfere with any proposed monuments or monuments).

### Proposed monuments
Mehrere historische Gebäude wurden zu Proposed Monuments erklärt, um temporären rechtlichen Schutz über eine bestimmte Zeitspanne zu gewähren.
King Yin Lei wurde am 15. September 2007 zum „proposed monument“ erklärt aufgrund von Schäden, die durch Arbeiten verursacht wurden, welche nicht die Bausubstanz angriffen. Jessville wurde am 20. April 2007 zum „proposed monument“ erklärt und ist mittlerweile ein Grade III historical building.